# Carrollton (Texas)
Carrollton ist eine Stadt im Dallas County, Denton County und Collin County im US-Bundesstaat Texas der Vereinigten Staaten. Das U.S. Census Bureau hat bei der Volkszählung 2020 eine Einwohnerzahl von 133.434 ermittelt.

## Geographie
Die Stadt liegt an der Interstate 35 im mittleren Nordosten von Texas, etwa 25 Kilometer nordwestlich von Dallas und hat eine Gesamtfläche von 94,9 km².

## Geschichte
Die ersten Siedler kamen 1840 aus Carrollton in Illinois in diese Gegend. Die damals kleine Siedlung wurde wahrscheinlich nach diesem Herkunftsort so genannt. Am 16. Mai 1878, mit der Eröffnung des ersten Postbüros wurde die Ansiedlung offiziell so benannt.

## Demographische Daten

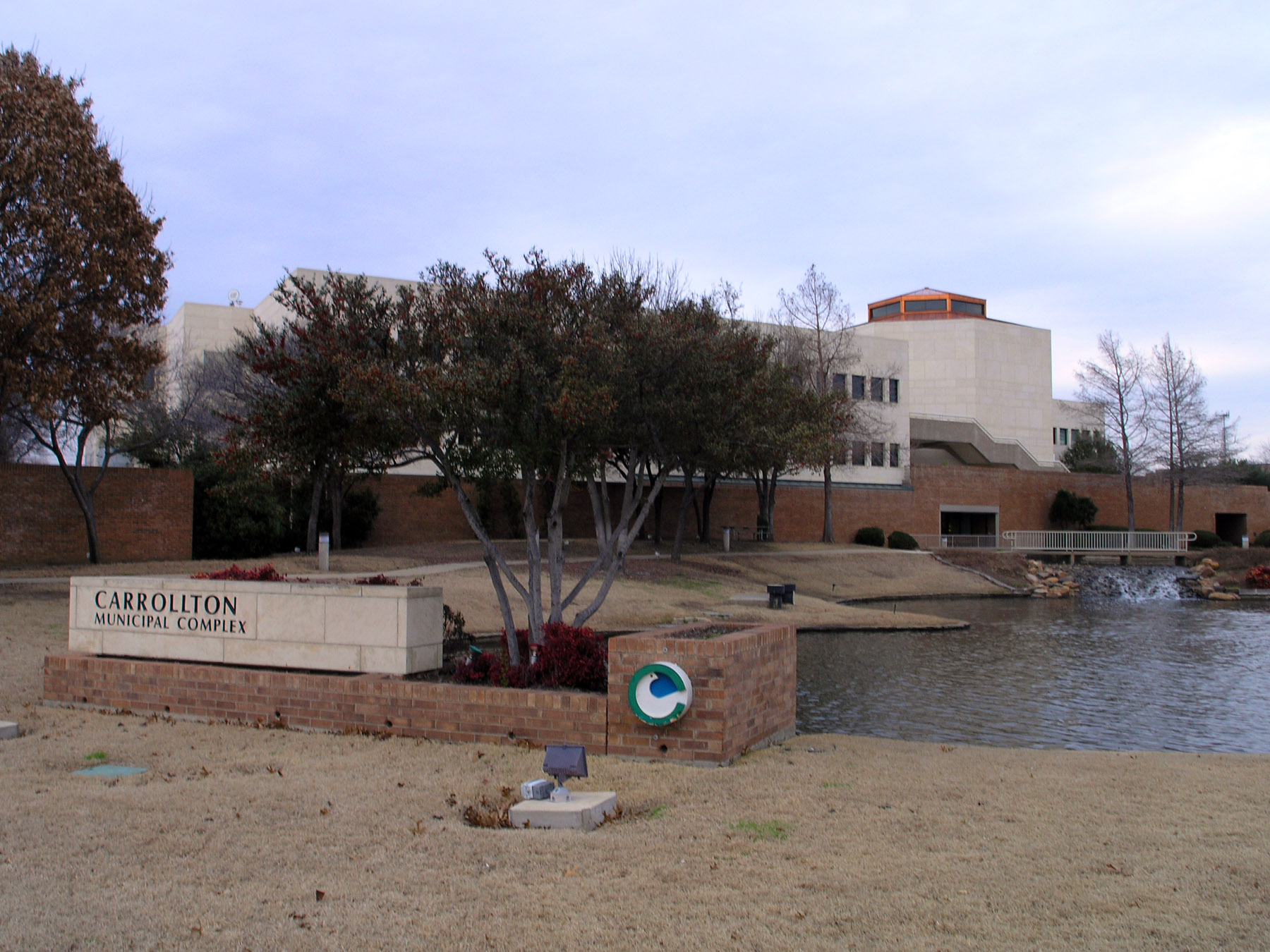
Städtischer Komplex Carrollton Texas

Nach der Volkszählung im Jahr 2000 lebten hier 109.576 Menschen in 39.136 Haushalten und 28.921 Familien. Die Bevölkerungsdichte betrug 1160,1 Einwohner pro km². Ethnisch betrachtet setzte sich die Bevölkerung zusammen aus 71,88 % weißer Bevölkerung, 6,26 % Afroamerikanern, 0,46 % amerikanischen Ureinwohnern, 10,90 % Asiaten, 0,07 % Bewohnern aus dem pazifischen Inselraum und 7,71 % aus anderen ethnischen Gruppen. Etwa 2,72 % waren gemischter Abstammung und 19,53 % der Bevölkerung waren spanischer oder lateinamerikanischer Abstammung.
Von den 39.136 Haushalten hatten 41,3 % Kinder unter 18 Jahre, die im Haushalt lebten. 60,1 % davon waren verheiratete, zusammenlebende Paare. 9,9 % waren allein erziehende Mütter und 26,1 % waren keine Familien. 20,1 % aller Haushalte waren Singlehaushalte und in 2,9 % lebten Menschen, die 65 Jahre oder älter waren. Die Durchschnittshaushaltsgröße betrug 2,78 und die durchschnittliche Größe einer Familie belief sich auf 3,25 Personen.
28,3 % der Bevölkerung waren unter 18 Jahre alt, 8,0 % von 18 bis 24, 37,1 % von 25 bis 44, 21,5 % von 45 bis 64, und 5,2 % die 65 Jahre oder älter waren. Das Durchschnittsalter war 33 Jahre. Auf 100 weibliche Personen aller Altersgruppen kamen 98,1 männliche Personen. Auf 100 Frauen im Alter von 18 Jahren und darüber kamen 96,2 Männer.

Das jährliche Durchschnittseinkommen eines Haushalts betrug 62.406 USD, das Durchschnittseinkommen einer Familie 68.672 USD. Männer hatten ein Durchschnittseinkommen von 45.469 USD gegenüber den Frauen mit 32.997 USD. Das Prokopfeinkommen betrug 26.746 USD. 5,6 % der Bevölkerung und 4,1 % der Familien lebten unterhalb der Armutsgrenze. Davon waren 7,4 % Kinder und Jugendliche unter 18 Jahren und 6,3 % waren 65 oder älter.

## Söhne und Töchter der Stadt
- Louise Rosenbaum (1908–1980), Mathematikerin und Hochschullehrerin
- Tom Vandergriff (1926–2010), Politiker
- Megan Adelle (* 1990), Schauspielerin
- Katie Meili (* 1991), Schwimmerin[5]
- Emma Clothier (* 2001), Volleyballspielerin
- Christian Gonzalez (* 2002), American-Football-Spieler